# Восстание древлян
Восстание древлян — вооружённый конфликт, условно датируемый 945 годом, произошедший между племенным союзом древлян и дружиной киевского князя Игоря. Восстание было спровоцировано недовольством древлян по поводу повторного сбора дани с древлянской земли. Вследствие вооружённого столкновения Игорь Рюрикович был убит,  после чего древлянская знать посватала своего князя Мала к вдове Игоря, княгине Ольге.  Затем Ольга мстит древлянам за убитого мужа. 

## Датировка
Повесть временных лет и Новгородская первая летопись младшего извода неодинаково описывают жизненный путь киевского князя Игоря Рюриковича, иногда не согласуясь между собой в изложении некоторых событий, а иногда противореча друг другу. Тем не менее, рассказ о смерти Игоря в древлянской земле помещён в обоих летописях в статьях под 945 годом.
Ввиду обрывчивости летописных свидетельств, посвящённых походу князя Игоря в древлянскую землю для сбора полюдья, датировка этого похода и связанных с ним событий представляет собой повод для дискуссий среди историков. Предполагаемые датировки начала похода основываются на попытке привязать его к надёжно датируемым предшествующим событиям и на кратком сообщении летописи относительно временного отрезка между ними и началом похода. Событием, от датировки которого историками выводится хронология Игорева похода к древлянам, является заключение мирного договора между Русью и Византией в 944 году, для подписания которого Византийский император Роман I Лакапин отправил в Киев своих послов.
Поход киевского князя Игоря для сбора полюдья с древлянской земли и последовавшее за ним восстание древлян российской историографией условно датируется 945 годом.

## Поход в древлянскую землю

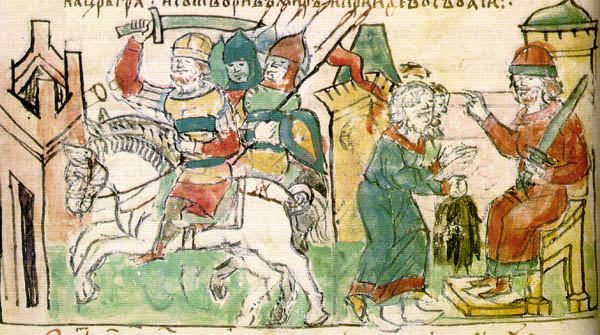
Древляне приносят дань князю Игорю. Миниатюра из Радзивилловской летописи.

Согласно летописному свидетельству, собирать полюдье в древлянскую землю Игорь отправился по настоянию своей дружины. Воины князя Игоря начали роптать и завидовать удачливости и материальному благополучию воинов из дружины воеводы Свенельда. Новгородская первая летопись младшего извода говорит о том, что недовольство дружинников князя Игоря было вызвано также тем, что Игорь ранее передал Свенельду дань с древлян.
Согласившись с доводами своей дружины, Игорь повёл своих воинов в древлянскую землю, где они собирали дань сверх назначенной прежним договором меры, творя насилие над местными жителями. Собрав дань, Игорь со своей дружиной поехал назад в Киев, но на полпути принял решение возвратиться в древлянскую землю и собрать дополнительную дань.

## Убийство князя Игоря

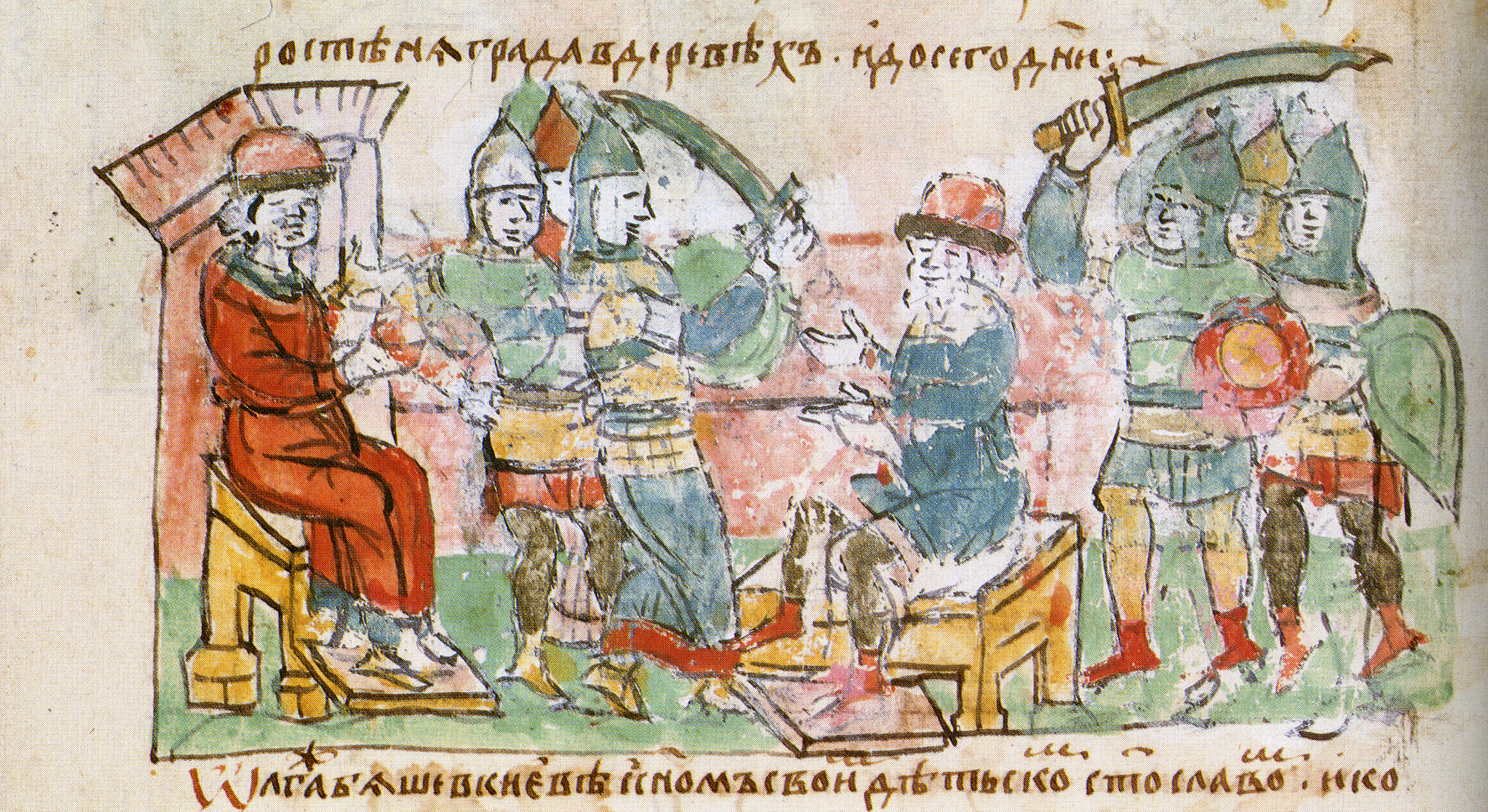
Битва древлянского войска против дружины князя Игоря. Миниатюра из Радзивилловской летописи.

Когда Игорь с малой дружиной снова вошёл в древлянскую землю для сбора дополнительной дани, древлянская знать отправила к нему посольство. Однако, в результате переговоров Игорь древлянской земли не покинул. Не достигнув успеха на переговорах, древляне перешли к военным действиям. Из города Искоростеня навстречу дружине Игоря вышло войско древлян во главе с князем Малом. В результате вооружённого столкновения малочисленная дружина Игоря была полностью разбита, а князь Игорь был убит древлянами и погребён неподалёку от Искоростеня.
Более подробные сведения об убийстве Игоря Рюриковича древлянами приводит византийский историк конца X века Лев Диакон. В шестой книге своего проекта «История», ведя повествование о войне киевского князя Святослава Игоревича против византийского императора Иоанна Цимисхия, в числе прочего он рассказывает о смерти отца Святослава, князя Игоря. Ошибочно называя древлян германским племенем вследствие контаминации Γερμανοί и Δερβιάνοι, Лев Диакон пишет, что они взяли в плен князя Игоря, после чего казнили его, привязав к верхушкам согнутых деревьев и разорвав его тело на части.

## Последующие события

### Сватовство к княгине Ольге
Вскоре после смерти князя Игоря в древлянской земле к княгине Ольге по Днепру прибыло древлянское посольство с предложением сватовства от их князя Мала. Этот архаичный обычай древних славян предполагал законный переход личного движимого и недвижимого имущества, членов семьи, а также легитимную преемственность власти от убитого правителя в собственность к его убийце и победителю.

### Месть Ольги
Согласно летописному рассказу, потрясённая гибелью мужа, княгиня Ольга жестоко расправилась с древлянскими переговорщиками. Она повелела заживо закопать их в глубокой яме вместе с их ладьями, на которых они приплыли в Киев. На все попытки древлянской знати уладить конфликт дипломатическим путём Ольга ответила древлянам троекратной местью. Отомстив за смерть своего мужа, княгиня Ольга начала подготовку к решающей войне против древлян, намереваясь раз и навсегда закончить противостояние с этим племенным союзом, включив его в состав Киевской Руси.
В 946 году Ольга, готовясь к войне против древлян, собрала в Киеве многочисленное войско. Целью этой войны явилось намерение Ольги сломить сопротивление древлян и окончательно включить их в состав Киевской Руси. Как только войска Ольги вошли в древлянскую землю, войско древлян выступило им навстречу. В первой же битве войско киевлян под командой ольгиных воевод Свенельда и Асмуда победило древлян. В результате Ольгиного похода многие города древлянской земли были взяты, а столица древлян город Искоростень после длительной осады киевлянами был полностью сожжён. Княгиня Ольга обложила древлян тяжёлой данью, навсегда лишив древлян собственного княжения, а древлянская земля вошла в состав растущего Древнерусского государства.

## Отражение в культуре
Собирание дани с древлян послужило сюжетом к картине русского живописца, члена общества передвижников, Клавдия Васильевича Лебедева «Князь Игорь собирает дань с древлян в 945 году», написанной в 1901—1908 гг.
В Государственном Русском музее хранится эскиз неосуществлённой картины «Княгиня Ольга встречает тело князя Игоря» работы Василия Ивановича Сурикова 1915 года.
В 1983 году Киностудия имени Довженко выпустила двухсерийную историческую драму режиссёра Ю. Г. Ильенко «Легенда о княгине Ольге». В сюжете фильма в виде ретроспективы отражены летописные свидетельства о восстании древлян против князя Игоря, сватовство князя Мала к княгине Ольге, древлянская месть и сожжение Искоростеня. В 1984 году на 17-м Всесоюзном кинофестивале в Киеве фильм «Легенда о княгине Ольге» получил приз и диплом за лучшую операторскую работу.

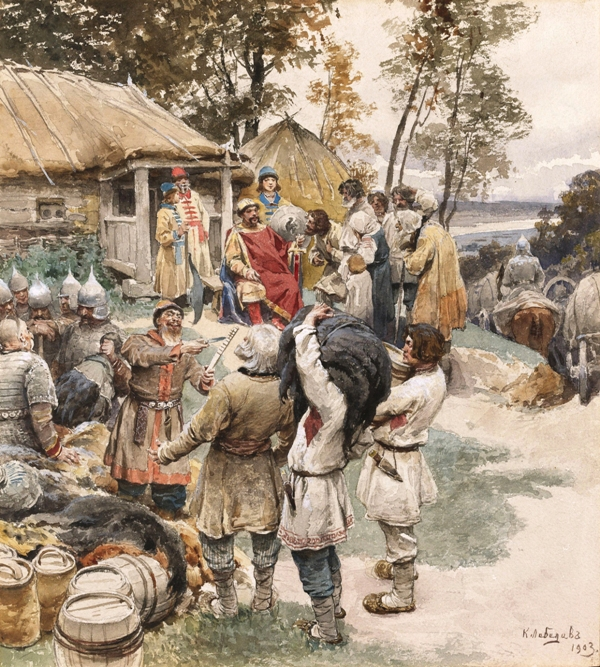
Князь Игорь собирает дань с древлян в 945 году. К. В. Лебедев, 1901—1908 гг.
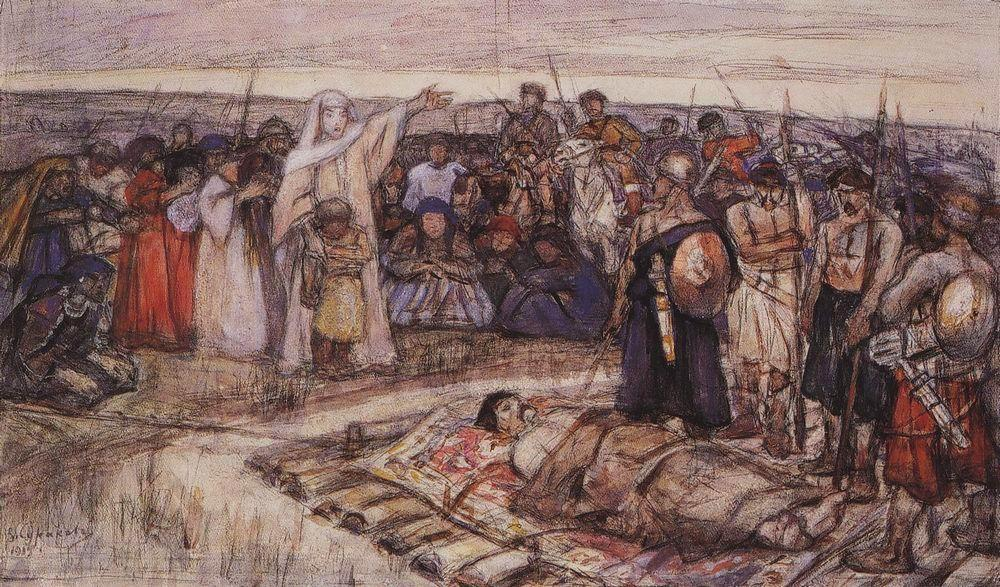
Княгиня Ольга встречает тело князя Игоря. Бумага, гуашь, акварель, итальянский карандаш. 41 x 65 см. В. И. Суриков 1915 г.
Постер к фильму «Легенда о княгине Ольге», 1983 г.

11 сентября 2005 года на праздновании 1300-летия города Коростень, в память о восстании древлян против дружины князя Игоря, в Парке культуры и отдыха Н. Островского был открыт памятник князю Малу работы скульптора И. С. Заречного и архитектора С. Тумаша.